# 81 Leonis
81 Leonis är en gulvit stjärna i huvudserien i stjärnbilden Lejonet.
81 Leonis har visuell magnitud +5,57 och är synlig för blotta ögat vid god seeing. Den befinner sig på ett avstånd av ungefär 145 ljusår.